# Sémaphore (альбом Requin Chagrin)
Sémaphore — второй студийный альбом французской инди-рок группы Requin Chagrin, вышедший на лейбле «KMS Disques» (подразделение Sony Music) в 2019 году. Альбом вышел на лейбле «KMS Disques» французского музыканта Никола Сиркиса, фронтмена группы Indochine.
Альбом получил своё название в честь семафора на мысе Камара около Раматюэля, родного города певицы.

## История записи
В 2009 году автор и композитор песен, вокалистка группы Requin Chagrin Марион Брунетто покинула отчий дом в Раматюэле на юге Франции и переехала учиться в Париж. В песнях, написанных для этого альбома Брунетто размышляет о своём раскрепощении и освобождении; кроме того, она говорит, что это Requin Chagrin — интимный проект и она пишет о том, что переживает и чувствует сама.
Брунетто увлекалась творчеством группы Indochine в подростковом возрасте. Звучание гитар на первых альбомах Indochine до сих пор вдохновляет Марион Брунетто в её собственном творчестве. Она нашла красную гитару марки «Fender Mustang», похожую на ту, что была у гитариста группы Indochine, когда те только начинали играть. На этой гитаре Брунетто сыграла большинство песен на настоящем альбоме.
В записи альбома принимал участие Адриен Палло (фр. Adrien Pallot), значимый артист в новой волне французской поп-музыки (Fauve, Moodoïd, Grand Blanc). Никола Сиркис стал продюсером альбома, хотя по словам Брунетто, он «присутствовал, был очень вовлечен, но дал мне полную свободу и не был директивным».
В поддержку альбома группа отправилась в гастрольный тур, а также выступила на фестивалях «Les Lyres d’Été» и «Val de Rock».

## Синглы
Первым синглом с альбома «Sémaphore» стала одноимённая песня. На неё в Раматюэле, родном городе основательницы и вокалистки Requin Chagrin Марион Брунетто, был снят видеоклип. Режиссёрами клипа стали сама Брунетто и Симон Нуаза (фр. Simon Noizat). Главные роли исполнили Элиас Хато (фр. Elias Hauteur) и Наэль Малассань (фр. Naël Malassagne). Французский портал «TÊTU» сравнивает видеоклип с «навязчивой идеей подросткового расстройства» режиссеров Гаса Ван Сента и Ларри Кларка.
Второй сингл: «Mauvais présage». На этот сингл был также снят видеоклип, реж. Симон Нуаза (фр. Simon Noizat). «Mauvais présage» был выпущен как CD-сингл в картонном конверте, а также промо-сингл. Трек-лист: 1. Mauvais Présage (5:40); 2. Mauvais Présage (Edit) (3:12).
Третий сингл: «Rivières». Симон Нуаза срежиссировал и клип на эту песню.

## Форматы записи
Альбом вышел на компакт-диске, виниловой пластинке (12"), а также доступен для покупок и скачивания через интернет на крупнейших платформах.

## Список песен
1. Croisades (3:37)
2. Clairvoyance (3:25)
3. Mauvais Présage (5:41)
4. Soleil Blanc (4:22)
5. Sémaphore (3:57)
6. Nuit (4:59)
7. Dans Le Coeur (3:28)
8. Les Promesses (3:09)
9. Rivières (3:57)
10. Le Grand Voyage (5:35)

## Отзывы критиков
- Французский портал «TÊTU» называет первый сингл с альбома, песню «Sémaphore» «меланхоличной и неотразимой, маленькой поп-жемчужиной»[7].
- Немецкий сайт «Deutschlandfunk Kultur», подразделение Deutschlandradio, публикует рецензию на альбом и отмечает, что это «поэтический, живописный альбом, который колеблется где-то между мечтой и реальностью». Автор Марион Брунетто размышляет в своих песнях «о своем освобождении и обсуждает потерю родины»[3].
- Другой немецкий портал «Sounds & Books» называет альбом «великолепным», а музыку «завораживающей». Критик Жерар Отремба пишет, что необязательно жить на побережье Калифорнии или Австралии, чтобы сочинять адекватную сёрф-музыку, достаточно для этого вырасти на Лазурном берегу и переехать потом учиться в Париж. В основе некоторых песен лежит гитарный инди-поп 1980-х, а в «Clairvoyance» смешивается «беззаботное и юношеское высокомерие ранних альбомов The Go-Betweens». Заглавный сингл «Sémaphore» называется «инди-поп-песней, полной величия и беззаботности, которая развеивает все облака на легком ветру»[4].
- Бельгийский портал «DH Les Sports» в своей рецензии размышляет над жанрами музыки, к которым можно приписать данное произведение. Обозреватель Валентин Дошо перечисляет сёрф-рок, а также панк и грандж, «для которых характерна реверберация и фузз»[10].
- Альбом «Sémaphore» попал в список «Выбор редакции» канадского франкоязычного издания «La Rotonde». Редактор раздела новостей пишет о новом альбоме группы и признаётся, что музыка напоминает ей «тихо плывущее облако… легкое, воздушное и почти беззаботное». Кроме того, используемые в записи гитары «Honkey Tonk» дают «запоминающуюся мелодию и очень характерный звук»[11].
- Испанский портал «Mindies» называет пластинку «более чем выдающейся». Обозреватель Ное Ривас вспоминает дебютный альбом группы и говорит, что «Sémaphore» нравится ему ещё больше: группа «остаётся верной своим принципам» и «поражает [слушателя] ещё больше [по сравнению со своим дебютным альбомом], когда дело доходит до поиска самых захватывающих гитарных пассажей». Отмечается также, что под песню «Mauvais présage» «трудно не заснуть»[12].
- Швейцарский портал «La Liberté» называет альбом «парообразным»[13].